# Ceratothoa imbricata
Ceratothoa imbricata là một loài chân đều trong họ Cymothoidae. Loài này được Fabricius miêu tả khoa học năm 1775.